# الفرجان
الفرجان هو مشروع تطوير عقاري في جبل علي، دبي، الإمارات العربية المتحدة. تترأس شركة نخيل العقارية المشروع، وتمتلك شركة عزيزي للتطوير العقاري أكبر عدد من المباني السكنية. يقع على حدود قرية جبل علي وبالقرب من ابن بطوطة مول والحدائق ومعرض إكسبو 2020. بنيت المنازل في الفرجان عادةً على طراز الحجازي (المستوحى من العمارة العربية التقليدية)، أو دبي (النمط المعماري المحلي)، أو طراز قرطاج (العمارة الإسلامية/البحر الأبيض المتوسط).

## التاريخ
تم الإعلان عن المرحلة الأولى من المشروع، والتي تركز على القرى الشرقية والجنوبية، في سبتمبر 2007 وتم بيع 800 فيلا ومنازل ذات تراسات في غضون أسبوع. وركزت المرحلة الثانية على القرى الشمالية والغربية. في يونيو 2008، منحت شركة نخيل العقارية عقدًا بقيمة 3 مليارات درهم إماراتي لشركة أرابتك القابضة، وهو المشروع الأول لبناء 1400 منزل. فازت شركة الشعفار للنقل والمقاولات بالعقد الثاني لبناء فلل ومنازل مصاطب. اعتبارًا من يوليو 2021، لا يزال التطوير في المرحلة الأولى. كان من المقرر أصلاً أن يكتمل المشروع في عام 2011 وكان من المقرر أن يضم 4000 مسكن وعدد من الفنادق والمطاعم والمحلات التجارية، وسيأوي 90000 شخص. توقفت أعمال البناء في عام 2009 ولكن تم استئناف جميع المشاريع قصيرة المدى بحلول نهاية العام، وكانت شركة الشعفار أول مقاول يستأنف العمل. توقفت أعمال البناء في أرابتك مرة أخرى في يناير 2010 بسبب عدم سداد المتأخرات.

## النقل
يخدم الموقع محطة مترو الفرجان، وهي جزء من مترو دبي على امتداد طريق 2020 إلى الخط الأحمر لمعرض إكسبو 2020.